# Península de Catar
La península de Catar es una pequeña península ubicada en el centro este de la península arábiga interna en el golfo Pérsico y ocupa casi la totalidad del territorio soberano continental del Estado de Catar, dispone de un territorio de 11 586 km², superficie similar a la de la isla de Jamaica en el Caribe. La península de Catar se extiende unos 160 km al norte hacia el golfo Pérsico desde la península arábiga y su ancho va desde 55 a 90 km, la tierra es principalmente llana y rocosa, siendo su punto más elevado el Qurayn Abu al Bawl al sur de la península, que se encuentra a una altitud de 103 m s. n. m.
Gran parte del territorio es una planicie baja y estéril, cubierta de arena. Al sureste está el Khor al Adaid o "mar interior", un área de dunas movedizas de arena que rodean una bahía del golfo. Destacan sus terrazas de sal en la costa, las formaciones elevadas de piedra caliza (el anticlinal de Dukhan) a lo largo de la costa oeste debajo de la cual se encuentra el campo petrolífero de Dukhan y las enormes dunas de arena que rodean Khawr al Udayd, una ensenada del golfo en el sudeste conocido como el mar interior. La península contiene la tercera mayor reserva mundial de gas natural.
Dentro del bioma de desierto que cubre todo el territorio de Catar, la WWF distingue dos ecorregiones: el desierto y semidesierto del golfo Pérsico, en la costa, y el desierto y monte xerófilo de Arabia y el Sinaí, en el interior y en el espacio de hidrogenación.